# Londoni maraton

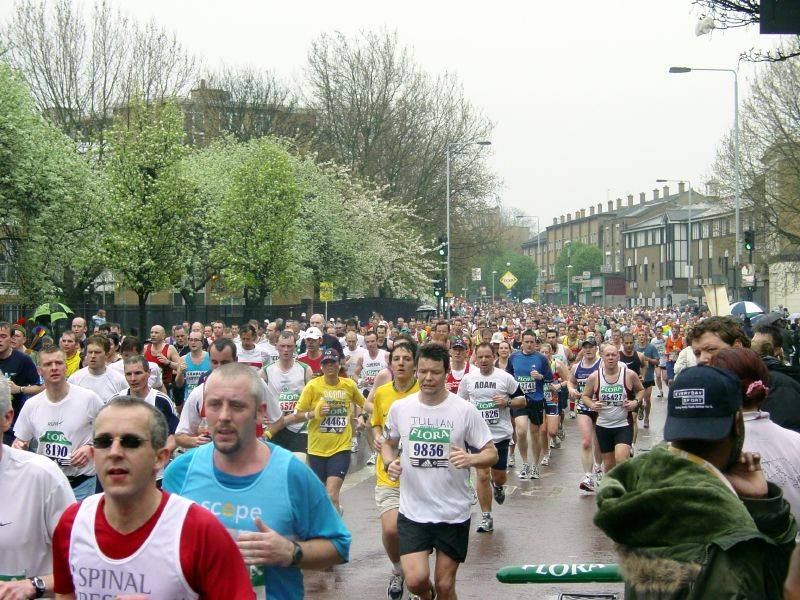
Futók a 2005-ös versenyen Deptfordnál

A londoni maraton az egyik legnépszerűbb városi maratonfutó versenysorozat, egyike az öt nagy városi maratonnak, amelyet 1981 óta rendeznek meg, általában minden év áprilisában. A verseny jelenlegi hivatalos angol elnevezése – az aktuális főszponzor után – „Flora London Marathon”. A verseny távja 42,195 km (26 mérföld és 385 yard). A londoni maraton talán a „leggazdagabb” maratonfutó verseny, ami a pénzdíjakban is megnyilvánul.

## Történet

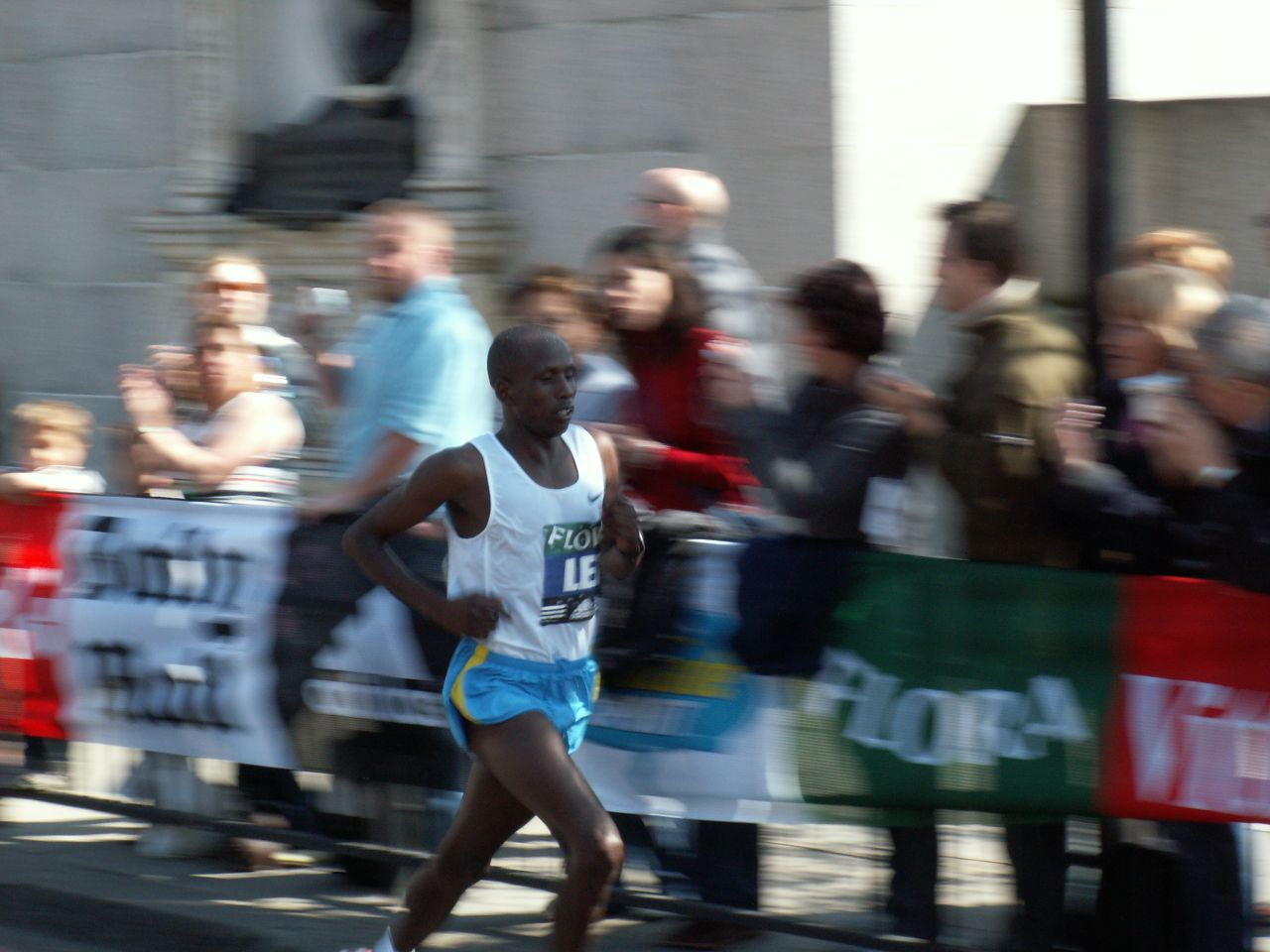
Martin Lel 2005-ben

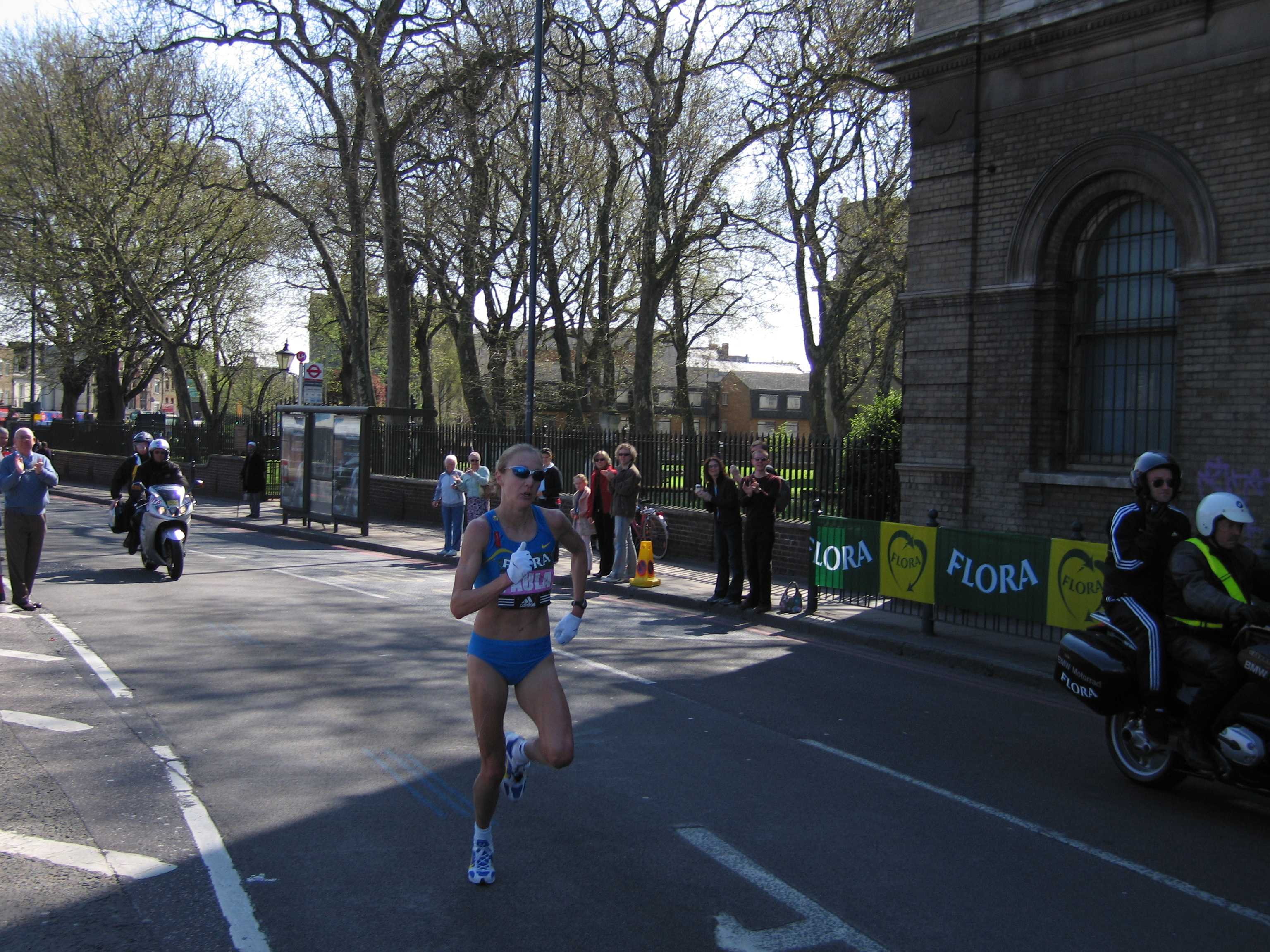
Paula Radcliffe a 2005-ös versenyen

A versenysorozat egyik kezdeményezője és alapítója Chris Brasher újságíró, korábbi olimpiai bajnok (az 1956. évi nyári olimpiai játékokon nyert 3000 m-es akadályfutásban). A verseny jelenlegi főszervezője David Bedford, a korábbi futó világcsúcstartó (10 000 m). Az első londoni maratont 1981. március 29-én rendezték meg, 7500 résztvevővel. A verseny népszerűsége ezután folyamatosan nőtt, és 2007-ben már 36 396 futó vágott neki a távnak. Természetesen sokkal többen neveztek, de szervezési okokból limitálni kellett a résztvevők számát. A versenyen a világ futó elitjén kívül amatőr futók és kerekesszékes versenyzők is részt vesznek. A „komoly” futókon kívül talán ezen a versenyen vesznek részt legnagyobb számban a vicces ruhákba, humoros mezekbe öltözött „komolytalan” résztvevők, akik gyakran különböző feliratokkal ellátott táblákat is magukkal visznek. A verseny sportértékét nem, de a hangulatát annál inkább emelik. A verseny tehát, azon kívül, hogy komoly, elismert sportrendezvény, sajátos társadalmi esemény is, amit nézők tömege tekint meg az útvonal mellett és milliók a televíziós (BBC) közvetítések révén. 2010-től a verseny új főszponzora a Virgin.
A versenysorozat leggyorsabb versenyét a férfiaknál Eliud Kipchoge futotta 2019-ben, 2:02:38-cel. A nők között a hazai Paula Radcliffe volt a leggyorsabb 2003-ban, mikor 2:15:25-ös idővel győzött. Radcliffe egyébként a londoni maraton háromszoros győztese. A német Katrin Dörre is háromszor nyert (1993, 1994, 1995), és 1994-ben a londoni mellett a berlini versenyen is diadalmaskodott. A nőknél mindenképpen meg kell még említeni a norvég Grete Waitz nevét, aki ugyan „csak” kétszeres győztes, de 1983-ban is és 1986-ban is London mellett megnyerte a New York City Marathont is. A férfiak között a verseny történetének kiemelkedő versenyzője volt például a háromszoros győztes mexikói Dionicio Ceron, a marokkói el Mouaziz és a kenyai Martin Lel (utóbbi is nyert egyazon évben, 2007-ben, londoni és New York-i maratont).

## Útvonal
A versenyt – célszerűségi okokból – három különböző pontról indítják a Greenwich Park környékéről, a Temzétől délre (Blackheath Avenue-Charlton Way, Shooters Hill Road, St John's Park). A különböző helyekről indult futók Woollwich-nél, kb. 4,5 km megtétele után egyesülnek a Királyi Tüzérlaktanyánál, majd mintegy 800 m-t egy viszonylag erős ereszkedő útvonalon tesznek meg a Temze irányában. Összesen mintegy 10,5 km-t futnak nyugati irányban, majd Greenwich-et elhagyva tesznek meg, majd a Surrey-rakpart következik, végig a Jamaica Road-on, követve a Temze kanyarulatát. A Tower-hidat kb. 19,5 km-nél érik el, átfutnak rajta, majd a Tower után jobbra fordulnak, Wapping és az Isle of Dogs következik, és visszafordulnak a Highway-re, miközben ismét elhaladnak a Tower mögött, úgy 36,5 km körül. Az útvonal ezután követi a rakparton a Temzét, majd a Parlament után ismét jobbra fordulnak, elhaladnak a St. James’s Park mellett, újabb fordulóval a Buckingham-palota és a Mall következik, itt érkeznek be a célba.

## A versenysorozat győztesei
| #   | Év   | Férfiak                   | Férfiak        | Férfiak | Nők                   | Nők            | Nők     |
| #   | Év   | Név                       | Nemzet         | Idő     | Név                   | Nemzet         | Idő     |
| --- | ---- | ------------------------- | -------------- | ------- | --------------------- | -------------- | ------- |
| 1.  | 1981 | Dick Beardsley            | USA            | 2:11:48 | Joyce Smith           | Nagy-Britannia | 2:29:57 |
| 2.  | 1982 | Hugh Jones                | Nagy-Britannia | 2:09:24 | Joyce Smith(2)        | Nagy-Britannia | 2:29:43 |
| 3.  | 1983 | Mike Gratton              | Nagy-Britannia | 2:09:43 | Grete Waitz           | Norvégia       | 2:25:59 |
| 4.  | 1984 | Charlie Spedding          | Nagy-Britannia | 2:09:57 | Ingrid Kristiansen    | Norvégia       | 2:24:26 |
| 5.  | 1985 | Steve Jones               | Nagy-Britannia | 2:08:16 | Ingrid Kristiansen(2) | Norvégia       | 2:21:06 |
| 6.  | 1986 | Szeko Tosihiko            | Japán          | 2:10:02 | Grete Waitz(2)        | Norvégia       | 2:24:54 |
| 7.  | 1987 | Tanigucsi Hiromi          | Japán          | 2:09:50 | Ingrid Kristiansen(3) | Norvégia       | 2:22:48 |
| 8.  | 1988 | Henrik Jörgensen          | Dánia          | 2:10:20 | Ingrid Kristiansen(4) | Norvégia       | 2:25:41 |
| 9.  | 1989 | Douglas Wakiihuri         | Kenya          | 2:09:03 | Veronique Marot       | Nagy-Britannia | 2:25:56 |
| 10. | 1990 | Alistair Hutton           | Nagy-Britannia | 2:10:10 | Wanda Panfil          | Lengyelország  | 2:26:31 |
| 11. | 1991 | Jakov Tolsztikov          | Oroszország    | 2:09:17 | Rosa Mota             | Portugália     | 2:26:14 |
| 12. | 1992 | Antonio Pinto             | Portugália     | 2:10:02 | Katrin Dörre          | Németország    | 2:29:39 |
| 13. | 1993 | Eamonn Martin             | Nagy-Britannia | 2:10:50 | Katrin Dörre(2)       | Németország    | 2:27:09 |
| 14. | 1994 | Dionicio Ceron            | Mexikó         | 2:08:53 | Katrin Dörre(3)       | Németország    | 2:32:34 |
| 15. | 1995 | Dionicio Ceron(2)         | Mexikó         | 2:08:30 | Malgorzata Sobanska   | Lengyelország  | 2:27:03 |
| 16. | 1996 | Dionicio Ceron(3)         | Mexikó         | 2:10:00 | Liz McColgan          | Nagy-Britannia | 2:27:54 |
| 17. | 1997 | Antonio Pinto(2)          | Portugália     | 2:07:55 | Joyce Chepchumba      | Kenya          | 2:26:51 |
| 18. | 1998 | Abel Anton                | Spanyolország  | 2:07:57 | Catherine McKiernon   | Írország       | 2:26:26 |
| 19. | 1999 | Abdelkhader el Mouaziz    | Marokkó        | 2:07:57 | Joyce Chepchumba(2)   | Kenya          | 2:23:22 |
| 20. | 2000 | Antonio Pinto(3)          | Portugália     | 2:06:36 | Tegla Laroupe         | Kenya          | 2:24:33 |
| 21. | 2001 | Abdelkhader el Mouaziz(2) | Marokkó        | 2:07:11 | Derartu Tulu          | Etiópia        | 2:23:57 |
| 22. | 2002 | Khalid Khannouchi         | USA            | 2:05:37 | Paula Radcliffe       | Nagy-Britannia | 2:18:55 |
| 23. | 2003 | Gezahegne Abera           | Etiópia        | 2:07:56 | Paula Radcliffe(2)    | Nagy-Britannia | 2:15:25 |
| 24. | 2004 | Evans Rutto               | Kenya          | 2:06:18 | Margaret Okayo        | Kenya          | 2:22:35 |
| 25. | 2005 | Martin Lel                | Kenya          | 2:07:26 | Paula Radcliffe(3)    | Nagy-Britannia | 2:17:42 |
| 26. | 2006 | Felix Limo                | Kenya          | 2:06,39 | Deena Kastor          | USA            | 2:19,36 |
| 27. | 2007 | Martin Lel(2)             | Kenya          | 2:07:41 | Chunxin Zhon          | Kína           | 2:20:38 |
| 28. | 2008 | Martin Lel(3)             | Kenya          | 2:05:13 | Irina Mikitenko       | Németország    | 2:24:12 |
| 29. | 2009 | Samuel Wanjiru            | Kenya          | 2:05:10 | Irina Mikitenko(2)    | Németország    | 2:22:11 |
| 30. | 2010 | Tsegaye Kebede            | Etiópia        | 2:05:18 | Lilija Sobuhova       | Oroszország    | 2:22:00 |
| 31. | 2011 | Emmanuel Mutai            | Kenya          | 2:04:40 | Mary Keitany          | Kenya          | 2:19:19 |
| 32. | 2012 | Wilson Kipsang            | Kenya          | 2:04:44 | Mary Keitany(2)       | Kenya          | 2:18:37 |
| 33. | 2013 | Tsegaye Kebede(2)         | Etiópia        | 2:06:04 | Priscah Jeptoo        | Kenya          | 2:20:15 |
| 34. | 2014 | Wilson Kipsang(2)         | Kenya          | 2:04:29 | Edna Kiplagat         | Kenya          | 2:20:21 |
| 35. | 2015 | Eliud Kipchoge            | Kenya          | 2:04:42 | Tigist Tufa           | Etiópia        | 2:23:21 |
| 36. | 2016 | Eliud Kipchoge(2)         | Kenya          | 2:03:05 | Jemina Sumgong        | Kenya          | 2:22:58 |
| 37. | 2017 | Daniel Wanjiru            | Kenya          | 2:05:48 | Mary Keitany(3)       | Kenya          | 2:17:01 |
| 38. | 2018 | Eliud Kipchoge(3)         | Kenya          | 2:04:17 | Vivian Cheruiyot      | Kenya          | 2:18:31 |
| 39. | 2019 | Eliud Kipchoge(4)         | Kenya          | 2:02:38 | Brigid Kosgei         | Kenya          | 2:18:20 |
| 40. | 2020 | Shura Kitata              | Etiópia        | 2:05:41 | Brigid Kosgei(2)      | Kenya          | 2:18:58 |
| 41. | 2021 | Sisay Lemma               | Etiópia        | 2:04:01 | Joyciline Jepkosgei   | Kenya          | 2:17:43 |